# Ramon d'Escales

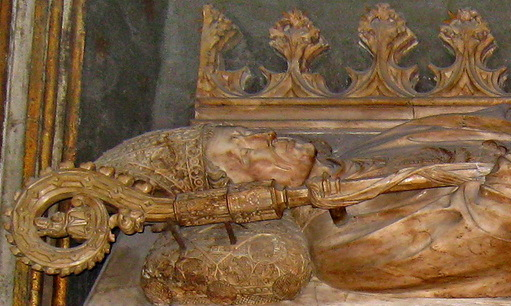
Sepulcro del obispo Ramon d'Escales en la catedral de Barcelona.

Ramon d'Escales. Fallecido en Barcelona en el año 1398. Obispo.
Abad del monasterio de Santa María de Vilabertrán, fue elegido obispo de Elna durante los años 1377 y 1380, ocupando el obispado de Lérida entre los años 1380 y 1386 y finalmente fue proclamado obispo de Barcelona en 1386, cargo que ocupó hasta su muerte ocurrida en el año 1398.
Fue consejero del rey Pedro III, apoyando al papa Clemente VII, durante el Cisma de Occidente.
Durante su obispado en Barcelona protegió a los judíos en las revueltas del año 1391, Fue un gran continuador de las obras de la catedral y sus restos reposan en un mausoleo realizado por el escultor Antoni Canet en 1408, en la Catedral de Barcelona.